# Биггл, Ллойд (младший)
Ллойд Биггл-младший (англ. Lloyd Biggle, Jr.) (17 апреля 1923 — 12 сентября 2002) — американский писатель, музыкант, историк. Автор многочисленных научно-фантастических, мистических и исторических произведений. Произведения неоднократно номинировались на престижные литературные премии в жанрах фантастики: премия Хьюго (1962), премия журнала Локус (1972, 1973 и 1974). Ветеран и инвалид Второй мировой войны, кавалер медали Пурпурное сердце.

## Биография
Лллойд Биггл родился в 1923 году в городе Ватерлоо в штате Айова. Во время Второй мировой войны служил связистом в звании сержанта в 102-й пехотной дивизии. Дважды был ранен; второе ранение, шрапнелью в ногу, полученное в боях на Эльбе, оставило его на всю жизнь инвалидом.
После окончания школы полтора года учился в Университете Уэйна, в 1943 прервал учебу и поступил в армию. После войны продолжил образование в Университете Уэйна и получил степень бакалавра гуманитарных наук. Степени Мастера менеджмента и Доктора философии получил в Мичиганском университете, защитив диссертацию по теории музыки. Преподавал музыкальную литературу и историю музыки в Мичиганском и Восточно-Мичиганском университетах в 1950-х годах. Начал профессиональную писательскую карьеру в 1955, а с 1963 года, после публикации повести «Все краски тьмы» (англ. «All the Colors of Darkness»), занимался только писательским трудом.

## Карьера писателя
В мире научной фантастики Ллойд Биггл считается человеком, привнесшим в этот жанр эстетические мотивы. В его произведениях часто использовались музыкальные и художественные темы. Известные автор песен Джимми Уэбб и писатель-фантаст Орсон Скотт Кард считали, что в их молодости один из ранних рассказов Биггла, «Музыкодел» (англ. «The Tunesmith»), оказал значительное влияние на их последующую жизнь и творчество.

### Серии
- Ян Дарзек (англ. Jan Darzek)
  - Все краски тьмы (англ. All the Colors of Darkness) (1963)
  - Watchers of the Dark (1966)
  - This Darkening Universe (1975)
  - Silence is Deadly (1977)
  - The Whirligig of Time (1979)
- Служба исследования культур
  - Негромкий голос труб (англ. The Still, Small Voice of Trumpets) (1968).[3]
  - Ремонтники мира (англ. The World Menders) (1971; Серия из трёх частей в журнале Analog Science Fiction and Fact)
- Pletcher and Raina
  - Interface for Murder (1987)
  - A Hazard of Losers (1991)
  - Where Dead Soldiers Walk (1994)
  - Murder Jambalaya (2012)
- Шерлок Холмс
  - The Quallsford Inheritance (1987)
  - The Glendower Conspiracy (1990)

### Романы
- Hornet's Nest (1959)
- The Angry Espers (1961)
- A Taste of Fire (1959)
- The Fury Out of Time (1965)
- The Light that Never Was (1972)
- Монумент[англ.] (1974)
- Alien Main (1985), в соавторстве с Томасом Шерредом
- The Chronocide Mission (2002)

### Сборники
- The Rule of the Door and Other Fanciful Regulations (1967)
- The Metallic Muse (1972)
- A Galaxy of Strangers (1976)
- The Grandfather Rastin Mysteries (издательство Криппен и Лэндру[англ.], 2007)

### Антологии
- Премия Небьюла
  - Сборник лауреатов премии Небьюла №7 (англ. Nebula Award Stories 7) (1972)

### Рассказы
- "Gypped" (1956)
- "...On the Dotted Line" (1957)
- "D.F.C."
- "Cronus of the D.F.C." (1957)
- "Leading Man" (1957)
- "Silence Is Deadly" (1957)
- "The Tunesmith" (1957)
- "Judgement Day" (1958)
- "The Madder They Come" (1958) - Fantastic, June
- "Morgan's Lucky Planet" (1958)
- "On the Double" (1958)
- "Petty Larceny" (1958)
- "Rule of the Door" (1958)
- "Secret Weapon"
- "Bridle Shower" (1958)
- "Spare the Rod" (1958)
- "Who Steals My Mind" (1958) - Fantastic, October
- "Who's on First?" (1958)
- "First Love" (1959)
- "Hornets' Nest" (1959)
- "They Live Forever" (1959)
- "The Botticelli Horror" (1960)
- "Esidarap ot Pirt Dnuor" (1960)
- "Orphan of the Void" (1960)
- "Round Trip to Esidarap" (1960) - в первоначальном варианте Esidarap ot Pirt Dnuor
- "Monument" (1961)
- "Still, Small Voice" (1961)
- "The Well of the Deep Wish" (1961)
- "A Slight Case of Limbo" (1963)
- "Wings of Song" (1963)
- "The Perfect Punishment"
- "Pariah Planet" (1965)
- "Какая прелестная школа!"  (англ. "And Madly Teach") (1966)
- "The Double-Edged Rope" (1967)
- "In His Own Image" (1968)
- "The Frayed String on the Stretched Forefinger of Time" (1971)
- "Whom the Gods Love" (1971)
- "Beachhead in Utopia" (1973)
- "Eye for an Eye" (1974)
- "No Biz Like Show Biz" (1974)
- "What Hath God Wrought!" (1974)
- "The Weariest River" (1978)
- "The King Who Wasn't" (2001)

### Эссе и статьи
- "Introduction (Rule of the Door and Other Fanciful Regulations)" (1967)
- "Introduction (The Metallic Muse)" (1972)
- "Introduction (Nebula Award Stories No. 7)" (1973)
- "Introduction (A Galaxy of Strangers)" (1976)
- "Quantum Physics and Reality" (1976), в соавторстве с Майклом Тэлботом[англ.]
- "State of the Art: The Morasses of Academe Revisited" (1978)